# Segelfluggelände Wenzendorf

i7
i11
i13
Der Segelflugplatz Wenzendorf ist ein Segelfluggelände 10 km westlich von Buchholz in der Nordheide in Niedersachsen.

## Geographie
Der Flugplatz liegt unmittelbar westlich der Harburger Berge und der Lüneburger Heide insgesamt, etwa 10 Kilometer westlich der Stadt Buchholz in 66 m ü. MSL. Er belegt eine Fläche von rund 54.500 m².
Das Gelände stellt eine für norddeutsche Verhältnisse gute Ausgangsbasis für den Streckensegelflug dar, da das thermikstarke Gebiet der Lüneburger Heide direkt südlich liegt.

## Geschichte des Flugplatzes
Der Flugplatz befindet sich am nordwestlichen Rand des ehemaligen Werk Wenzendorf, einem sechseckigen Areal mit ca. 1000 m Breite. Auf dem Gelände baute der Hamburger Flugzeugbau in den 30er und 40er Jahren unter anderem die Messerschmitt Me 262. Das Werk wurde nach dem Krieg vollständig demontiert. In den 50er Jahren wurde der Segelflugbetrieb am nordwestlichen Rand des ehemaligen Geländes aufgenommen.

## Flugbetrieb
Das Segelfluggelände ist mit einer 655 m langen und 30 m breiten Start- und Landebahn aus Gras (Richtung 04/22) ausgestattet. Es besitzt eine Betriebszulassung für Segelflugzeuge und Motorsegler und Ultraleichtflugzeuge. Als Startarten sind Windenstart, Eigenstart von Motorseglern und Luftfahrzeugschleppstart zugelassen. Das Segelfluggelände dient der Nutzung durch Vereinsmitglieder des Betreibers des Segelfluggeländes. Andere Flüge bedürfen der vorherigen Genehmigung des Betreibers (PPR). Der Halter und Betreiber des Segelfluggeländes ist die Airbus HFB-Fluggemeinschaft e. V. Sie betreibt dort mehrere Segelflugzeuge und einen Motorsegler.
Die Flugsaison beginnt in der Regel Anfang April und endet Ende Oktober. Der Flugbetrieb findet am Samstag, Sonntag und an Feiertagen statt. In den beiden Wochen vor Pfingsten findet der Flugbetrieb auch während der Woche statt.
Aufgrund der thermisch günstigen Lage werden regelmäßig Streckensegelflüge von Wenzendorf aus unternommen. In den letzten Jahren wurde mehrfach die 500-km- und 2025 sogar die 1000-km-Grenze geknackt.